# Alexander von Mengden
Alexander Michailowitsch Baron von Mengden (* 15. April 1819 in Riga; † 22. November 1903 in Dresden) war ein russischer Diplomat deutsch-baltischer Herkunft. Mengden war kaiserlich russischer Generalkonsul in Frankfurt am Main, Ministerresident in Hamburg und Gesandter im Königreich Sachsen. Er war seit 1870 Mitglied im Russischen Staatsrat.

## Leben

### Familie
Alexander Michailowitsch Baron von Mengden entstammte dem alten ursprünglich westfälischen Adelsgeschlecht von Mengden. Die Familie kam mit Johann von Mengden nach Livland, wo er ab 1450 Landmeister des Deutschen Ordens war. Von Livland aus gelangten Zweige nach Russland, deren Angehörigen 1854 und 1868 per Ukas der Baronstitel bestätigt wurde, sowie 1861 der Grafenstand.
Michael Famendin Baron von Mengden (* 1777; † 16. Oktober 1855 in Makletz, Gouvernement Tula) war Herr auf Nikolskoje und russischer Generalmajor. Er heiratete 1818 in Riga Amalie Eleonore Caroline Constanze von Fölkersahm (* 24. Juli 1799 in Mitau; † 16. März 1864 in Nikolskoje), eine Tochter des russischen Zivilgouverneurs von Livland Georg Friedrich von Fölkersahm und die Schwester von Hamilkar von Fölkersahm, dem livländischen Landmarschall. Alexander war das älteste Kind des Paares, er hatte noch zwei Brüder und eine Schwester.

### Beruflicher Werdegang
Mengden studierte an der Universität Dorpat von 1836 bis 1840 Kameralwissenschaften und Philosophie. 1841 trat er in den russischen Staatsdienst ein und wurde 1844 zweiter Sekretär bei der russischen Vertretung in Rio de Janeiro im Kaiserreich Brasilien, wo er bis 1852 tätig war. Noch im gleichen Jahr erfolgte seine Ernennung zum Attaché bei der russischen Gesandtschaft in London im Vereinigten Königreich von Großbritannien und Irland, als solcher wechselte er 1853 nach Dresden, an die russische Gesandtschaft im Königreich Sachsen.
Von 1856 bis 1866 war Mengden Legationssekretär bei der russischen Gesandtschaft in Frankfurt am Main, wo er von 1866 bis 1880 als Generalkonsul beschäftigt war. In Frankfurt hatte Mengden Umgang mit zahlreichen führenden deutschen Politikern und Diplomaten. Ein bis dahin unbekanntes Gespräch mit Otto von Bismarck führte Mengden im Herbst 1865 in Homburg. Die Aufzeichnungen wurden erst einhundert Jahre später erstmals veröffentlicht. Im Mai 1880 erfolgte seine Ernennung zum Ministerresidenten in Hamburg, die Vertretung war auch für die deutschen Hansestädte Bremen und Lübeck zuständig sowie für das Großherzogtum Oldenburg, die Großherzogtümer Mecklenburg-Schwerin und Mecklenburg-Strelitz und das Herzogtum Braunschweig. Während seiner Arbeit in Hamburg beschwerte er sich beim Hamburger Bürgermeister Carl Friedrich Petersen und bei Bismarck über eine Veröffentlichung (Russische Wandlungen Band 2) des Hamburger Senatssekretärs Julius von Eckardt, der sich kritisch über die Zustände im Baltikum unter der russischen Herrschaft äußerte. Eckardt nahm daraufhin seinen Abschied. Im Januar 1883 wurde Mengden als Ministerresident, später als Gesandter, nach Dresden versetzt. Im Februar 1898 trat er in den Ruhestand.
Alexander von Mengden starb am Morgen des 22. November 1903, im Alter von 84 Jahren, nach längerer Krankheit in Dresden. Die Trauerfeier fand in der Dresdener Russisch-Orthodoxen Kirche statt. Er wurde am 25. November auf dem Trinitatisfriedhof in Dresden-Johannstadt beigesetzt. Mengden war kaiserlich russischer Geheimrat, Kammerherr und seit April 1870 Mitglied im Russischen Staatsrat. Er war Träger zahlreicher Auszeichnungen und erhielt unter anderem 1849 den österreichischen Orden der Eisernen Krone 3. Klasse und 1888 das Großkreuz des sächsischen Albrechts-Ordens.

### Ehen und Nachkommen
Alexander von Mengden heiratete in erster Ehe am 2. Oktober 1853 in Leipzig Charlotte Clementine von Thümmel (* 26. August 1826 in Gotha; † 10. Juni 1870 in Frankfurt am Main). Sie war die Witwe des frühverstorbenen Sachsen-Weimarer Kammerjunkers von Bruno von Wurmb (* 1820; † 1847). Aus der Ehe gingen unter anderem der Sohn Georg (* 1854) hervor, der später Landwirt wurde. Sein jüngerer Bruder Arist (* 1857) wanderte in die USA aus. Der jüngste Bruder Nikolai (* 1. März 1862 in Frankfurt am Main; † 2. Juni 1815 Coburg) wurde Sekretär der Herzogin Maria von Sachsen-Coburg und Gotha. Er heiratete 1894 in Tula Anna Nikitin. Das Paar hatte einen Sohn und eine Tochter.
In zweiter Ehe heiratete Alexander von Mengden am 20. September 1871 in Dresden Charlotte Dorothea von Nostitz und Jänkendorf (* 27. Januar 1832 in Lautitz; † 16. März 1906 in Dresden), eine Tochter des sächsischen Gesandten und Landtagsmitglieds Julius Gottlob von Nostitz und Jänkendorf. Diese Ehe blieb kinderlos.